# Luciano Zùccoli
Luciano Zùccoli, nom de plume de  Luciano von Ingenheim, né le 5 décembre 1868 à Paradiso (Tessin) et mort le 26 novembre 1929 à Paris, est un écrivain et journaliste italien d'origine suisse.

## Biographie
Le comte Luciano Zùccoli von Ingenheim (le nom de famille italien était celui de sa mère, l'allemand celui de son père) est né dans un petit village du canton du Tessin près de Lugano, qui a pris le nom de Paradiso depuis 1929. Dans son autobiographie, publiée en 1924, Luciano Zùccoli se définit comme « autoritaire, buveur et libertin, moqueur et cynique. ».
Écrivain de l'époque, représentant de la littérature de consommation, il fut également journaliste. À la fin du XIXe siècle, il fonde et dirige la Provincia di Modena pendant deux ans, puis, à partir de 1903, il prend la direction du Giornale di Venezia qui fusionne en 1906 avec la Gazzetta di Venezia dont il fut directeur jusqu'en 1912, succédant à Ferruccio Macola. Il Collabore au Corriere della Sera.
Luciano Zùccoli meurt d'une pneumonie, à Paris en 1929, où il avait déménagé en 1927 afin de suivre les traductions françaises de ses œuvres.

## Œuvres
- I lussuriosi, L. Omodei Zorini Edit., Milan, 1893.
- Il designato, L. Omodei Zorini Edit., Milan, 1894.
- La morte d'Orfeo, Galli, Milan, 1896.
- Roberta, Casa Edit. Brigola di E. Brigola e G. Marco, Milan, 1897.
- Il maleficio occulto, Remo Sandron, Milan - Palerme, 1902.
- Ufficiali, sottufficiali, caporali e soldati, Edizione della Rassegna Internazionale, Rome, 1902.
- La vita ironica, Renzo Streglio e C. Tip. Edit., Turin-Gênes-Venaria Reale, 1904.
- La compagnia della leggera, Fratelli Treves, Milan, 1907.
- L'amore di Loredana, Fratelli Treves, Milan, 1908.
- Farfui, Fratelli Treves, Milan, 1909.
- Donne e fanciulle, Fratelli Treves, Milan, 1911.
- La freccia nel fianco , Fratelli Treves, Milan, 1913.
- L'occhio del fanciullo, Fratelli Treves, Milan, 1914.
- I piaceri e i dispiaceri di Trottapiano, Istituto Editoriale Italiano, Milan, 1914.
- Vecchie guerre vecchi rancori, La Scolastica, Ostiglia, 1914.
- Novelle prima della Guerra, Fratelli Treves, Milan, 1915.
- L'amore non c'è più, Tiber Arti grafiche, Rome, 1916.
- Baruffa, Tiber Arti grafiche, Rome, 1916.
- La volpe di Sparta, Fratelli Treves, Milan, 1916.
- Romanzi brevi: Casa Paradisi, Il giovane duca, Il valzer del guanto, Fratelli Treves, Milan, 1917.
- L'oro e la donna: pagine di vita, M. Carra e C. di L. Bellini, Rome, 1918.
- Per la sua bocca, Fratelli Treves, Milan, 1918.
- Fortunato in amore, Casa Ed. M. Carra e C., di L. Bellini, Rome, 1919.
- La divina fanciulla, Fratelli Treves, Milan, 1920.
- I Drusba, Vitagliano, Milan, 1920.
- Le cose più grandi di lui, Fratelli Treves, Milan, 1922.
- Kif tebbi: romanzo africano, Fratelli Treves, Milan, 1923.
- Il piacere di sognare, Casa Ed. M. Carra e C., di L. Bellini, Rome, 1923.
- Luciano Zuccoli raccontato da Luciano Zuccoli, Modernissima, Milan, 1924.
- La straniera in casa, Fratelli Treves, Milan, 1925.
- La vita elegante, Treves, Milan, 1925.
- Il peccato e le tentazioni, Fratelli Treves, Milan, 1926.
- I ragazzi se ne vanno, Fratelli Treves, Milan, 1927.
- Lo scandalo delle baccanti, Fratelli Treves, Milan, 1928.
- Lo zar non è morto, Edizione Sapientia, Milan, 1929. (Roman collectif Gruppo dei Dieci)
- Parisiana: aspetti e retroscena di Parigi, Fratelli Treves, Milan, 1930.